# Дивчибаре
Дивчибаре (серб. Дивчибаре) — городской посёлок в Сербии в общине Валево в Колубарском округе на горе Малжен. Согласно переписи населения 2011 года, проживал 141 человек.

## География
Мальен принадлежит к рудным горам и относится к динарской горной системе на северо-западе Сербии. Он характеризуется специфическим рельефом, который обеспечил благоприятные климатические характеристики, а также разнообразной и специфической флорой и фауной. Город находится в центральной части Мальена. Высоты, которые окружают Дивчибаре, защищают их от ветров и обеспечивают вид на части массива Мальен, а также на более близкие и дальнейшие окрестности.